# Terremoto dell'Irpinia del 1980
Il terremoto dell'Irpinia del 1980 fu un sisma che si verificò il 23 novembre 1980 e che colpì la Campania centrale e la Basilicata centro-settentrionale, con parte della provincia di Foggia entro il confine con le due regioni, coinvolgendo, però, in maniera molto ridotta anche tutto il resto dell'Italia meridionale.
Caratterizzato da una magnitudo di 6.9 (X grado della scala Mercalli) con epicentro nell'Irpinia meridionale tra i comuni di Teora, Castelnuovo di Conza e Conza della Campania, causò circa 280 000 sfollati, 8 848 feriti e, secondo le stime più attendibili, 2 914 vittime.

## Precedenti
Il distretto sismico dell'Irpinia è stato colpito nel corso dei secoli da numerosi terremoti distruttivi, con gravi perdite umane e materiali, benché ogni singolo evento abbia avuto caratteristiche proprie, sia in termini di intensità che di localizzazione epicentrale.

## La scossa
(Alberto Moravia, Ho visto morire il Sud)

Castelnuovo di Conza rasa al suolo dal terremoto

Il terremoto colpì alle 19:34:52 di domenica 23 novembre 1980: una forte scossa della durata di circa 90 secondi, con un ipocentro di circa 10 km di profondità, colpì un'area di 17 000 km² che si estendeva dall'Irpinia al Vulture, posta a cavallo delle province di Avellino, Salerno e Potenza. I comuni più duramente colpiti (X grado della scala Mercalli) furono quelli di Castelnuovo di Conza (SA), Conza della Campania (AV), Laviano (SA), Lioni (AV), Sant'Angelo dei Lombardi (AV), Senerchia (AV), Calabritto (AV) e Santomenna (SA).

Distruzioni e macerie a Teora

Gli effetti, tuttavia, si estesero a una zona molto più vasta interessando praticamente tutta l'area centro meridionale della penisola: molte lesioni e crolli avvennero anche a Napoli interessando molti edifici fatiscenti o lesionati da tempo e vecchie abitazioni in tufo; a Poggioreale crollò un palazzo in via Stadera, probabilmente a causa di difetti di costruzione, causando 52 morti.
Crolli e devastazioni avvennero anche in altre province campane e nel potentino, come a Balvano dove il crollo della chiesa di S. Maria Assunta causò la morte di 77 persone, di cui 66 bambini e adolescenti che stavano partecipando alla messa.
I resoconti dell'Ufficio del Commissario Straordinario hanno quantificato i danni al patrimonio edilizio. È risultato che dei 679 comuni che costituiscono le otto aree interessate globalmente dal sisma (Avellino, Benevento, Caserta, Matera, Napoli, Potenza, Salerno e Foggia), 506 (il 74%) sono stati danneggiati.
Le tre province maggiormente sinistrate sono state quelle di Avellino (103 comuni), Salerno (66) e Potenza (45). Trentasei comuni della fascia epicentrale hanno avuto circa 20 000 alloggi distrutti o irrecuperabili.
In 244 comuni (non epicentrali) delle province di Avellino, Benevento, Caserta, Matera, Foggia, Napoli, Potenza e Salerno, altri 50 000 alloggi hanno subito danni da gravissimi a medio-gravi. Ulteriori 30 000 alloggi lo sono stati in maniera lieve.
L'entità drammatica del sisma non venne valutata subito; i primi telegiornali parlarono di una «scossa di terremoto in Campania» dato che l'interruzione totale delle telecomunicazioni aveva impedito di lanciare l'allarme. Soltanto a notte inoltrata si cominciò a evidenziarne la più vasta entità. Da una prospezione effettuata nella mattinata del 24 novembre tramite un elicottero vennero rilevate le reali dimensioni del disastro. Uno dopo l'altro si aggiungevano i nomi dei comuni colpiti; interi nuclei urbani risultavano cancellati, decine e decine di altri erano stati duramente danneggiati.
Nei tre giorni successivi al sisma, il quotidiano Il Mattino di Napoli enfatizzò la descrizione della catastrofe. Il 24 novembre il giornale titolò Un minuto di terrore - I morti sono centinaia, in quanto non si avevano notizie precise dalla zona colpita, ma si era a conoscenza del crollo in via Stadera a Napoli. Il 25 novembre, appresa la vastità e gravità del sisma, si passò a I morti sono migliaia - 100.000 i senzatetto, fino al titolo drammatico del 26 novembre Cresce in maniera catastrofica il numero dei morti (sono 10.000?) e dei rimasti senza tetto (250.000?) - FATE PRESTO per salvare chi è ancora vivo, per aiutare chi non ha più nulla. La cifra dei morti, approssimata per eccesso soprattutto a causa dei gravi problemi di comunicazione e ricognizione, fu poi ridimensionata fino a quella ufficiale, ma la cifra dei senzatetto non è mai stata valutata con precisione.

### Analisi geosismologica

Il sensore del sismogramma esce dal tracciato a seguito della scossa delle 19:34

L'Istituto nazionale di geofisica e vulcanologia (INGV) ha appurato che l'area interessata ha subìto tre distinti fenomeni di rottura lungo differenti segmenti di faglia, succedutisi in circa 40 secondi. Tali segmenti sono stati localizzati sotto i monti Marzano, Carpineta e Cervialto. Dopo circa 20 secondi la rottura si è propagata verso SE in direzione della Piana di San Gregorio Magno. Dopo 40 secondi, localizzata a NE del primo segmento, si è verificata la terza rottura di faglia.
La frattura ha raggiunto la superficie terrestre generando una scarpata di faglia ben visibile per circa 35 km. Studiando le registrazioni delle repliche dell'evento si evince una struttura crostale molto eterogenea, come dimostrato dalle variazioni della velocità delle onde P mostrata a differenti profondità, e un processo di rottura estremamente complesso.
Lo scavo di trincee lungo la scarpata di faglia ha permesso di riconoscere e datare forti terremoti predecessori del 1980, avvenuti sulla faglia irpina. Questi risultati dimostrano che la faglia responsabile del terremoto dell'Irpinia ha generato in passato terremoti simili a quello del 1980 e che tali eventi si succedono nel tempo con frequenza di circa 2000 anni.

## I soccorsi
(Sandro Pertini al TG2 Studio Aperto del 25 novembre 1980)

Il presidente della Repubblica Sandro Pertini in visita nelle zone colpite dal sisma

Al di là del patrimonio edilizio, in parte già fatiscente a causa dei terremoti del 1930 e 1962, un altro elemento che aggravò gli effetti della scossa fu il ritardo dei soccorsi. I motivi furono molteplici: la difficoltà di accesso dei mezzi di soccorso nelle zone dell'entroterra, dovuta all'isolamento geografico delle aree colpite e al crollo di ponti e strade di accesso, il cattivo stato della maggior parte delle infrastrutture (tra cui quelle per l'energia elettrica e le radiotrasmissioni, il cui danneggiamento rese quasi impossibile le comunicazioni a distanza) e l'assenza di un'organizzazione di protezione civile che consentisse azioni di soccorso in maniera tempestiva e coordinata. Il primo a far presente questa grave mancanza fu il presidente della Repubblica Sandro Pertini. Il 25 novembre, nonostante il parere contrario del presidente del Consiglio Arnaldo Forlani e di altri ministri e consiglieri, Pertini si recò in elicottero sui luoghi della tragedia, dove lo aspettava il ministro degli affari esteri Emilio Colombo (originario di Potenza).
Di ritorno dall'Irpinia, in un discorso in televisione rivolto agli italiani. il capo dello Stato denunciò con forza il ritardo e le inadempienze dei soccorsi, che sarebbero arrivati in tutte le zone colpite solo dopo cinque giorni. Le dure parole del Presidente della Repubblica causarono l'immediata rimozione del prefetto di Avellino Attilio Lobefalo, e le dimissioni (in seguito respinte) del ministro dell'interno Virginio Rognoni. Il discorso del capo dello Stato ebbe come ulteriore effetto di mobilitare un gran numero di volontari che furono di grande aiuto in particolare durante la prima settimana dal sisma. L'opera dei volontari fu in seguito pubblicamente riconosciuta con una cerimonia a loro dedicata in Campidoglio, a Roma.

## Gli aiuti internazionali
Molte nazioni, in seguito alla notizia del terremoto, si attivarono per inviare alle popolazioni colpite non solo soldi per la ricostruzione, ma anche unità militari e personale specializzato.
- Stati Uniti: 70 milioni di dollari, 136 uomini con 6 elicotteri della Compagnia paracadutisti del 509º Battaglione.
- Germania Ovest: 32 milioni di dollari, 1 ospedale da campo con 90 sanitari; 650 uomini e 3 elicotteri del 240º Battaglione Genio pionieri; 1 gruppo di esperti della Croce Rossa; 47 volontari-elettricisti, un gruppo di salvataggio, un gruppo depurazione; 16 cani da salvataggio con guida.
- Arabia Saudita: 10 milioni di dollari.
- Iraq: 3 milioni di dollari.
- Algeria: 500 000 dollari.
- Belgio: 1 squadra sanitaria di 10 uomini e un'autoambulanza.
- Francia: équipe di ricerca dei superstiti composte da 291 uomini con cani da valanga; 59 militari medici e specialisti nel soccorso; 12 autoambulanze e 1 elicottero ambulanza con personale medico.
- Austria: 1 ospedale militare da campo con 130 sanitari.
- Jugoslavia: 12 squadre di ricerca con elettrosonde composte di 41 uomini.
- Svizzera: 14 squadre cinofile e 2 elicotteri speciali per soccorso.

## L'intervento dei sindacati
La scesa in campo delle forze sindacali prese forma a distanza di poche ore dal drammatico evento. La Federazione Unitaria CGIL-CISL-UIL di Roma fu tra le prime organizzazioni ad accogliere l'appello alla solidarietà lanciato dal presidente Pertini di fronte alle telecamere del Tg2 la sera del 25 novembre, al ritorno dalla sua visita alle zone terremotate. La Federazione Unitaria grazie alla mobilitazione di tutte le sue strutture riuscì ad attivare un generale moto di solidarietà che coinvolse i lavoratori e le sigle sindacali di tutta Europa. Avviò una raccolta di beni di prima necessità tra gli iscritti, aprì un dialogo con le organizzazioni padronali allo scopo di effettuare la trattenuta per il corrispettivo di quattro ore di lavoro sulla busta paga di novembre per i lavoratori che intendessero donarlo alle zone terremotate e infine stimolò la solidarietà delle principali organizzazioni sindacali europee. Aiuti arrivarono dalla Confédération Générale du Travail, da Solidarność, dall’Austrian Trade Union Federation, dai sindacati inglesi e dalla confederazione sindacale norvegese, solo per citare alcuni tra le più note.
La Federazione Unitaria riuscì ad inviare nelle aree terremotare duecento camion di generi alimentari, cento camion e diciassette autotreni di abbigliamento, sette camion di materiale da campeggio, 180 camion di generi vari, due camion di materiale elettrico, un camion di prodotti per l’igiene, tre camion di stufe, medicinali per complessivi ottanta quintali. 
Il sindacato si occupò direttamente della distribuzione di quanto raccolto, per evitare sprechi. I magazzini da esso gestiti si riempivano con la doppia firma di un Segretario confederale lucano e di un tenente colonnello delle forze dell’ordine e con la doppia firma si svuotavano. Questa collaborazione evitò arbitrarietà e ingerenze di vario tipo. Per gestire il tutto la Federazione Unitaria si dotò di un coordinamento nazionale composto da diversi gruppi di lavoro: uno con compiti di segreteria e gestione del sistema informatico; uno incaricato di amministrare il fondo di solidarietà costituito con le offerte dei lavoratori e uno per il coordinamento dei lavoratori volontari e dei tecnici volontari. Complessivamente furono tredicimila i lavoratori specializzati che il sindacato fece arrivare nelle zone terremotate: ingegneri, infermieri, medici, geometri, muratori, elettricisti, idraulici e autisti.
I fondi raccolti dal sindacato dopo la prima fase di emergenza furono invece destinati alla creazione di centri sociali in Campania e in Basilicata.

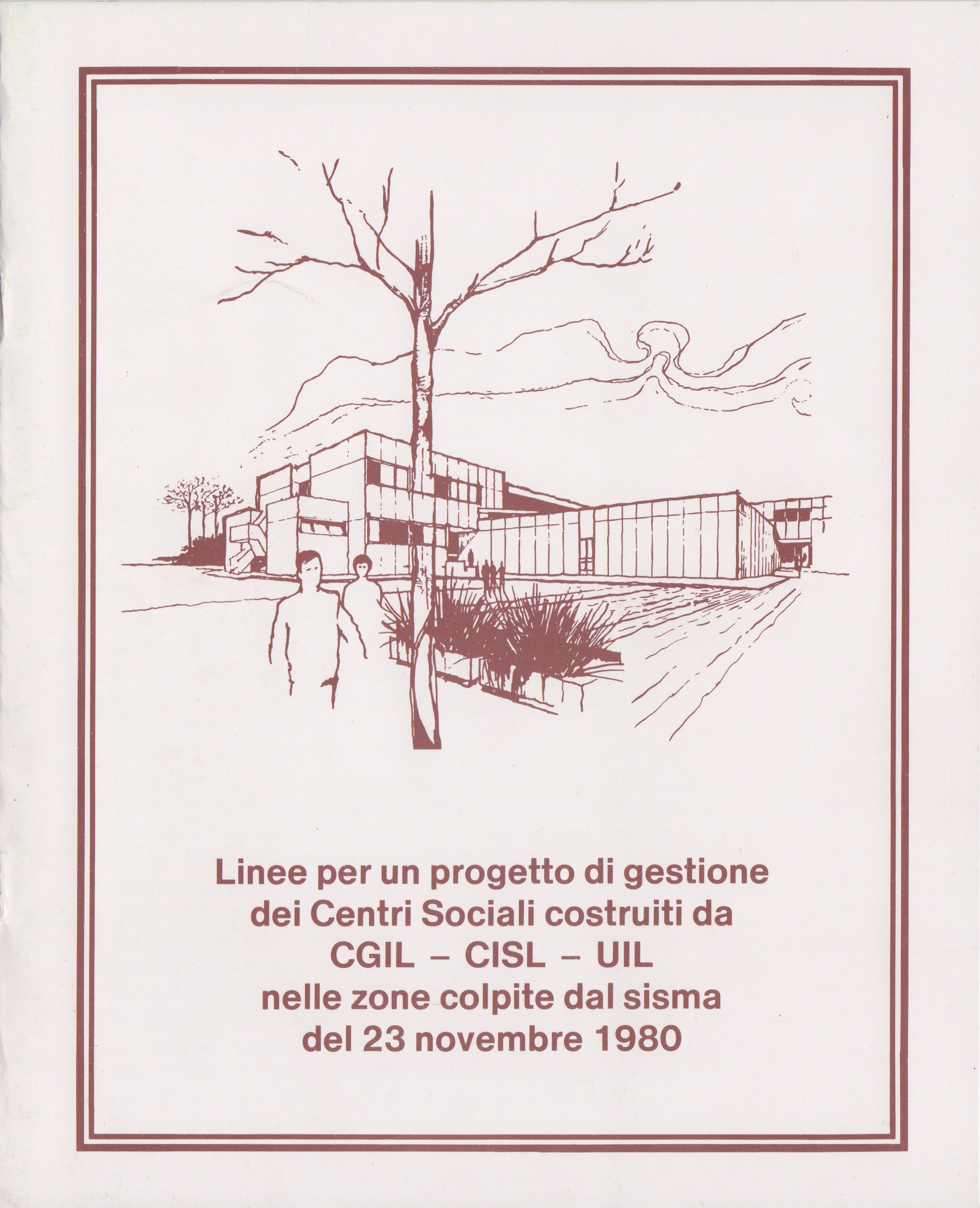

Il sindacato si impegnò fin dall’inizio nella denuncia dei ritardi nei soccorsi e soprattutto dell’assenza di un coordinamento da parte delle autorità preposte alla programmazione e alla pianificazione degli interventi, accompagnandola però con proposte concrete per affrontare i problemi posti dall’emergenza. La Federazione Unitaria dei trasporti, ad esempio, suggerì l’utilizzo di duecento carrozze ferroviarie come primo ricovero alla popolazione sinistrata.
Il totale impegno nella fase emergenziale non distolse però il sindacato dal suo scopo genetico, ovvero la tutela del lavoro, in un quadro dove il lavoro non c’era più.
I segretari confederali dopo aver visitato le zone terremotate, lanciarono un appello alle istituzioni affinché favorissero in tutti i modi la ripresa delle attività lavorative in tutti i posti di lavoro dove ciò fosse materialmente possibile, soprattutto nei servizi pubblici e nel commercio, anche al fine di non aggravare ulteriormente il disagio delle popolazioni. Lanciarono la proposta di un servizio del lavoro, con lo scopo di impiegare disoccupati e giovani momentaneamente inoccupati nella rimozione delle macerie e nel successivo ripristino delle abitazioni e delle strutture produttive, impegnandosi nella compilazione di liste comunali. Proposero inoltre la predisposizione «di un progetto di emergenza di riassetto idro-geologico-forestale» allo scopo di impiegare migliaia di lavoratori forestali. Aprirono, infine, un tavolo ministeriale per favorire l’attivazione della Cassa integrazione guadagni per circa 23 000 lavoratori sfollati.
Il Centro Unitario Patronati si mise al servizio delle popolazioni terremotate, offrendo loro aiuto per la corretta compilazione e presentazione delle domande necessarie per ottenere le provvidenze. Si organizzarono unità mobili su pulmini in grado di raggiungere anche centri abitati più piccoli.
La sfida era uscire dall’emergenza e avviare la fase della ricostruzione con un chiaro programma di sviluppo e di crescita. Come si può leggere nelle pagine della rivista della Cgil Rassegna Sindacale: «per il sindacato, guardare in faccia al terremoto voleva certo dire intervenire, come aveva fatto e stava facendo nella fase dei primi soccorsi, ma soprattutto voleva dire intervenire nella fase della ricostruzione».
Tuttavia, il processo di ricostruzione fu profondamente segnato dal proliferare della corruzione, della speculazione e del malaffare e la gestione dei fondi della famosa legge 219 divenne oggetto, anni più tardi, di inchieste giornalistiche, giudiziarie e parlamentari.

## La ricostruzione

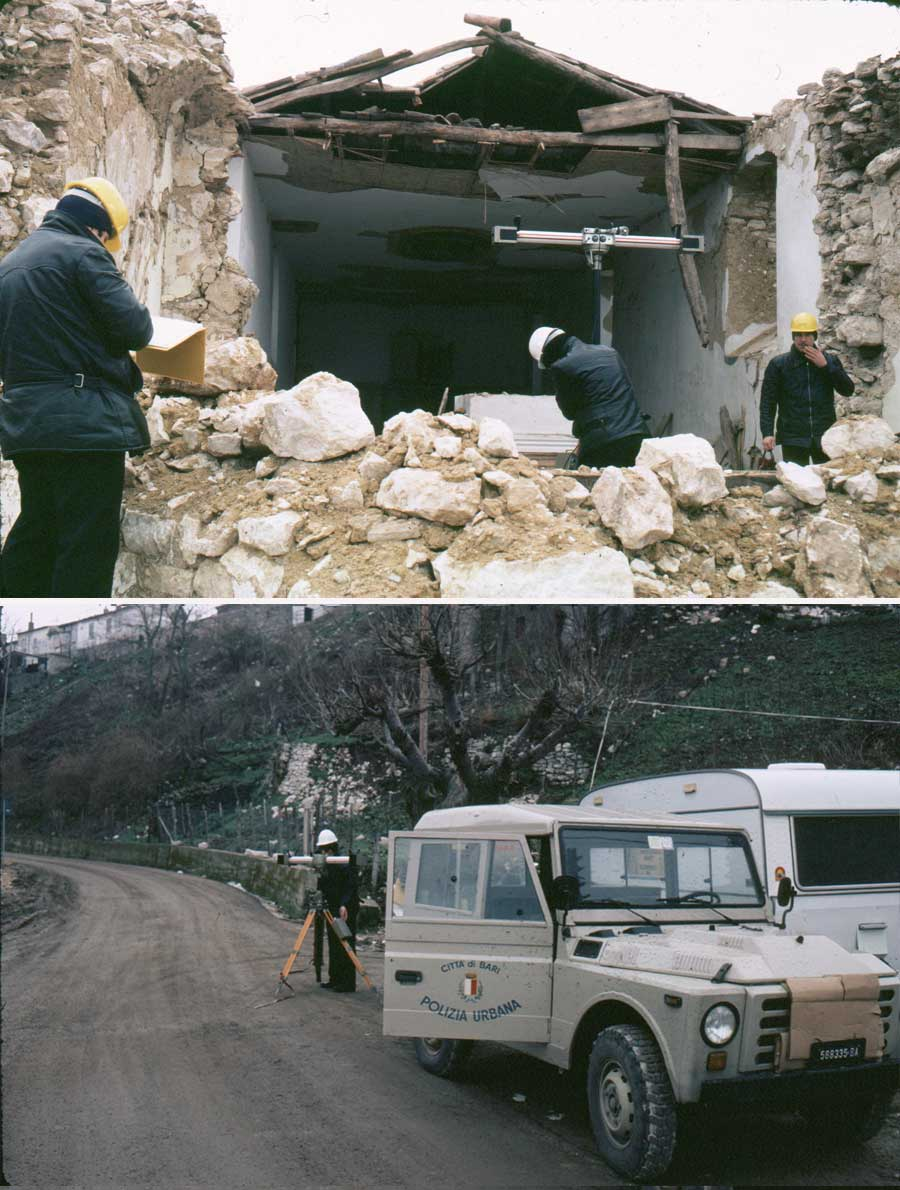
L'Unità Fotogrammetrica dei Vigili Urbani di Bari, impegnata nel rilievo della chiesa della SS. Incoronata, a Pescopagano

A Laviano, paese in cui i morti per il sisma furono un quinto della popolazione (303 deceduti su circa 1 500 abitanti), le prime case in legno (una ventina) con servizi compresi arrivarono nel febbraio 1981. Il 25 aprile 1981, a 153 giorni dal terremoto, gli alloggi in legno tipo chalet realizzati dal gruppo Rubner – che si insediò nel 1990 in Irpinia con uno stabilimento di produzione a Calitri – diventarono 150, per un totale di 450 persone ricoverate.
La ricostruzione fu, però, anche uno dei peggiori esempi di speculazione su una tragedia. Infatti, come testimonia tutta una serie di inchieste della magistratura, per le quali sono state coniate espressioni come Irpiniagate, Terremotopoli o il terremoto infinito, durante gli anni si sono inseriti interessi loschi che dirottarono i fondi verso aree che non ne avevano diritto, moltiplicando il numero dei comuni colpiti: 339 paesi in un primo momento, che diventarono 643 in seguito a un decreto dell'allora presidente del Consiglio Arnaldo Forlani nel maggio 1981, fino a raggiungere la cifra finale di 687, ossia quasi l'8,4% del totale dei comuni italiani.
Più di settanta centri furono integralmente distrutti o seriamente danneggiati e oltre duecento ebbero consistenti danni al patrimonio edilizio. Centinaia di opifici produttivi e artigianali furono cancellati con perdita di migliaia di posti di lavoro e danni patrimoniali per decine di migliaia di miliardi di lire.
Il numero dei comuni colpiti, però, fu alterato per losche manovre politiche e camorristiche lievitando nel corso degli anni. Alle aree colpite, infatti, venivano destinati numerosi contributi pubblici (stime del 2000 parlano di 5 640 miliardi nel corso degli anni), ed era interesse dei politici locali far sì che i territori amministrati venissero inclusi in quest'area. La ricostruzione, nonostante l'ingente quantità di denaro pubblico versato, fu per decenni incompleta. A Torre Annunziata attualmente esistono due quartieri, Penniniello e il Quadrilatero delle Carceri, distrutti dal terremoto del 1980, ma malgrado le ingenti somme di denaro che si sono continuate a stanziare – 10 milioni di euro per il primo nel 2007, 1,5 milioni di euro per il secondo nel 2009 – ancora non è stata completata la loro ricostruzione. Questi quartieri oggi sono diventati la principale roccaforte della camorra (il Quadrilatero delle Carceri è ancora oggi il quartier generale del clan Gionta) ed una delle più agguerrite piazze di spaccio della regione Campania.

### I contributi per il rilancio economico
Sul modello del terremoto del Friuli, la ricostruzione anche in Irpinia venne incentrata sul rilancio industriale. Nonostante il territorio non presentasse caratteristiche industriali già da prima del sisma, la pioggia di contributi costituì una tentazione irrefrenabile per molti. Il meccanismo di captazione dei fondi pubblici prevedeva la costituzione di imprese che fallivano non appena venivano intascati i contributi.
I finanziamenti arrivarono talmente concentrati da non riuscire ad essere spesi. In sette anni, ventisei banche cooperative aprirono gli sportelli nella zona terremotata (nove nella sola provincia di Avellino), arrivando a fare prestiti alle imprese del Nord Italia.
Per rilanciare venti zone industriali tra Campania e Basilicata vennero stanziati 7 762 miliardi di lire (circa 8 miliardi di € del 2010). Il costo finale fu dodici volte superiore al previsto in provincia di Avellino e diciassette volte in provincia di Salerno. Secondo la relazione finale della Corte dei conti, i costi per le infrastrutture crebbero fino a punte «di circa 27 volte rispetto a quelli previsti nelle convenzioni originarie». Il 48,5% delle concessioni industriali (146 casi) venne revocato. La Corte dei Conti accusa «la superficialità degli accertamenti e l'assenza di idonee verifiche», approvate senza «adeguatamente ponderare situazioni imprenditoriali già fragili e già originariamente minate per scarsa professionalità o nelle quali la sopravvalutazione dell'investimento, in relazione alle capacità imprenditoriali, ha portato al fallimento dell'iniziativa». Nel 2000, 76 aziende risultavano già fallite, ma solo una piccola parte dei contributi (il 21% nella provincia di Salerno) era stato recuperato.

## Il dopo-sisma
(Indro Montanelli in Le stanze, BUR)
La prima stima dei danni del terremoto, che venne fatta nel 1981 dall'ufficio dello Stato (organo speciale atto a coordinare le operazioni di calcolo dei danni per conto della presidenza del Consiglio), parlava di circa 8 000 miliardi di lire. La cifra è cresciuta col passare degli anni, fino a superare quota 60 000 miliardi di lire nel 2000, e 32 miliardi di euro nel 2008. Attualizzandola al 2010, secondo Sergio Rizzo la stima supererebbe i 66 miliardi di euro.

### Commissione parlamentare d'inchiesta

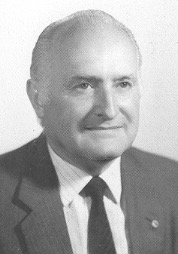
Oscar Luigi Scalfaro negli anni ottanta

La legge 7 aprile 1989, n. 128, istituì la Commissione parlamentare d'inchiesta sull'attuazione degli interventi per la ricostruzione e lo sviluppo dei territori colpiti dai terremoti del novembre 1980 e del febbraio 1981 della Campania e della Basilicata, alla cui Presidenza viene eletto Oscar Luigi Scalfaro: è un organismo bicamerale con gli stessi poteri della magistratura, costituito da venti deputati e altrettanti senatori con il compito di accertare quanto realmente lo Stato avesse speso, sino a quel momento, per la ricostruzione delle aree terremotate. Nella relazione conclusiva presentata in Parlamento il 5 febbraio 1991, la somma totale dei fondi stanziati dal Governo italiano raggiungerà la cifra di 50 620 miliardi di lire, così suddivisi: 4 684 per affrontare i giorni dell'emergenza; 18 000 per la ricostruzione dell'edilizia privata e pubblica; 2 043 per gli interventi di competenza regionale; 8 000 per la ricostruzione degli stabilimenti produttivi e per lo sviluppo industriale; 15 000 per il programma abitativo del comune di Napoli, e le relative infrastrutture; 2 500 per le attività delle amministrazioni dello Stato; 393 residui passivi.

### Le inchieste successive

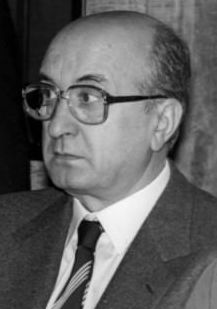
Ciriaco De Mita negli anni ottanta

Circa l'inchiesta del filone Mani pulite denominata Mani sul terremoto, di cui scrive Panorama nel 1992, Daniele Martini racconta: «in Irpinia la Guardia di Finanza scoprì fienili trasformati in piscine olimpiche mai ultimate, o in ville. Individuò finanziamenti indirizzati a imprenditori plurifalliti e orologi con brillanti regalati con grande prodigalità ai collaudatori dello Stato». Nel marzo del 1987 alcuni giornali, tra cui L'Unità e L'Espresso, rivelarono che le fortune della Banca Popolare dell'Irpinia erano strettamente legate ai fondi per la ricostruzione dopo il terremoto in Irpinia del 1980. Tra i soci che traevano profitto dalla situazione c'era la famiglia di De Mita, con Ciriaco proprietario di un cospicuo pacchetto di azioni che si erano rivalutate grazie al terremoto. I titoli erano posseduti anche da altri parenti. Seguì un lungo processo che si concluse nell'ottobre del 1988 con la sentenza: «Secondo i giudici del tribunale romano chiamato a giudicare sulla controversia, era giusto scrivere che i fondi del terremoto transitavano nella banca di Avellino e che la Popolare è una banca della Dc demitiana». Appresa la sentenza, l'Unità pubblicò il 3 dicembre un articolo in prima pagina dal titolo eloquente: «De Mita si è arricchito con il terremoto». Nell'inchiesta Mani sul terremoto saranno coinvolte 87 persone tra cui Ciriaco De Mita, Paolo Cirino Pomicino, Salverino De Vito, Vincenzo Scotti, Antonio Gava, Antonio Fantini, Francesco De Lorenzo, Giulio Di Donato e il commissario Giuseppe Zamberletti. Sul coinvolgimento di politici e di vari amministratori si sono levate numerose denunce e promosse alcune inchieste che hanno portato a diversi arresti.

## Il sisma in cifre
- Magnitudo: 6,90 ± 0,04 Richter
- Profondità: 30 km
- Durata: 1' 30"
- Regioni colpite: 3 (Campania, Basilicata e Puglia).
- Comuni colpiti: 687 (542 in Campania, 131 in Basilicata e 14 in Puglia). Di questi, 37 «disastrati», 314 «gravemente danneggiati» e 336 «danneggiati».[47] In totale, l'8,5% degli 8 086 comuni italiani.[48]
- Superficie colpita: 17 000 km².[7]
- Popolazione coinvolta: 6 milioni di abitanti.[49]
- Vittime: le principali fonti dell’epoca parlano di 2 914 persone morte
- Feriti: 8 848 persone
- Sfollati: 280 000 persone
- Abitazioni distrutte o danneggiate dal sisma: 362 000.[39]
- Contributi pubblici dello Stato italiano, secondo la Commissione parlamentare d'inchiesta (prima dell'approvazione della legge finanziaria 1991): 50 902 miliardi di lire (circa 26 miliardi €).[50]
- Contributi pubblici dello Stato italiano, all'anno 2008: 32 363 593 779 lire, attualizzabili a circa 66 miliardi € al valore del 2010.[51]
- La finanziaria 2007 prevede un contributo quindicennale di 3,5 milioni € per la ricostruzione.[52]
- In Italia era stata inserita un'accisa di 75 lire (40 centesimi di €) su ogni litro di carburante acquistato, imposta dallo Stato per il finanziamento della ricostruzione dei territori colpiti dal sisma.[53]

### Lista dei comuni disastrati
I comuni classificati come "disastrati" dal DL n. 19 del 1981 sono:
| Comune                   | Provincia | Vittime | Contributi per la ricostruzione | Indice del danno |
| ------------------------ | --------- | ------- | ------------------------------- | ---------------- |
| Avellino                 | Avellino  | 82      | 278 611 000 €                   | 90               |
| Bisaccia                 | Avellino  | 2       | 123 204 000 €                   | 63               |
| Calabritto               | Avellino  | 100     | 90 732 000 €                    | 92               |
| Calitri                  | Avellino  | 6       | 113 777 000 €                   | 62               |
| Caposele                 | Avellino  | 81      | 103 463 000 €                   | 80               |
| Conza della Campania     | Avellino  | 184     | 65 324 000 €                    | 90               |
| Gesualdo                 | Avellino  | 12      | N.D.                            | N.D.             |
| Lioni                    | Avellino  | 228     | 159 716 000 €                   | 90               |
| Montella                 | Avellino  | 14      | N.D.                            | N.D.             |
| Morra De Sanctis         | Avellino  | 42      | 76 064 000 €                    | N.D.             |
| Salza Irpina             | Avellino  | 1       | 18 577 000 €                    | 76               |
| San Mango sul Calore     | Avellino  | 84      | 71 975 000 €                    | 97               |
| San Michele di Serino    | Avellino  | 25      | 37 877 000 €                    | 71               |
| Sant'Andrea di Conza     | Avellino  | 0       | 38 564 000 €                    | 61               |
| Sant'Angelo dei Lombardi | Avellino  | 482     | 128 720 000 €                   | 90               |
| Senerchia                | Avellino  | 65      | 46 455 000 €                    | 90               |
| Solofra                  | Avellino  | 25      | 92 374 000 €                    | N.D.             |
| Sorbo Serpico            | Avellino  | 0       | 20 062 000 €                    | 78               |
| Teora                    | Avellino  | 137     | 76 631 000 €                    | 90               |
| Torella dei Lombardi     | Avellino  | 28      | 79 242 000 €                    | 85               |
| Bella                    | Potenza   | 0       | N.D.                            | 55               |
| Balvano                  | Potenza   | 77      | N.D.                            | 80               |
| Brienza                  | Potenza   | 1       | N.D.                            | N.D.             |
| Castelgrande             | Potenza   | 11      | N.D.                            | 70               |
| Muro Lucano              | Potenza   | 21      | N.D.                            | 60               |
| Pescopagano              | Potenza   | 21      | N.D.                            | 85               |
| Potenza                  | Potenza   | 12      | N.D.                            | N.D.             |
| Ruvo del Monte           | Potenza   | 0       | N.D.                            | N.D.             |
| Vietri di Potenza        | Potenza   | 7       | N.D.                            | 70               |
| Castelnuovo di Conza     | Salerno   | 85      | 50 829 000 €                    | 91               |
| Colliano                 | Salerno   | 2       | 81 123 000 €                    | 78               |
| Laviano                  | Salerno   | 303     | 92 777 000 €                    | 98               |
| Ricigliano               | Salerno   | 27      | 56 742 000 €                    | 77               |
| Romagnano al Monte       | Salerno   | 1       | 25 729 000 €                    | 89               |
| Salvitelle               | Salerno   | 10      | 28 665 000 €                    | 72               |
| San Gregorio Magno       | Salerno   | 28      | 160 410 000 €                   | 89               |
| Santomenna               | Salerno   | 65      | 40 734 000 €                    | 84               |
| Valva                    | Salerno   | 10      | 76 643 000 €                    | 83               |
| Campagna                 | Salerno   | 3       | N.D.                            | N.D.             |
| Eboli                    | Salerno   | 2       | N.D.                            | N.D.             |

## Opere sul terremoto dell'Irpinia
Pertini e Forlani in visita nelle zone colpite dal sisma
«Vengono le lacrime nelle giornate di primavera e di autunno, con l'azzurro lindo del cielo ritagliato dal verde intenso del Partenio o, dall'altra parte, della montagna di Chiusano, la bella addormentata, e del Terminio fino all'Irpinia più interna e vera, Bisaccia, Cairano, Teora. Da lontano non si vedono le cose che nessuno vorrebbe vedere e che nessuno o quasi fa niente perché non ci siano».

### Arte
- Rassegna artistica Terrae Motus (1984), curata da Lucio Amelio e ospitata alla Reggia di Caserta, composta da oltre settanta opere sul tema del sisma del 1980; tra gli autori, anche Keith Haring e Andy Warhol.[57][58][59]

### Filmografia
- 1981 - È una domenica sera di novembre – documentario di Lina Wertmüller
- 1982 - Apocalisse di un terremoto – film di Sergio Pastore
- 2002 - La terra è fatta così – documentario di Gianni Amelio
- 2005 - ...e dopo cadde la neve – film di Donatella Baglivo
- 2006 - Terre in moto[60] – documentario di Michele Citoni, Angela Landini, Ettore Siniscalchi
- 2010 - 23 novembre 1980 - Obiettivo Irpinia – documentario di Fedora Sasso
- 2010 - La polvere e il vuoto – documentario di Beniamino Daniele
- 2010 - Terremoto '80 – documentario di Fabrizio Bancale
- 2010 - Di mestiere faccio il paesologo – documentario di Andrea D'Ambrosio
- 2010 - 90 secondi – cortometraggio documentario di Giuseppe Rossi[61]
- 2020 - 90 secondi – film documentario di Giuseppe Rossi[62]

### Musica
- Unonoveottozero - Molotov d'Irpinia (dall'album Le nuvole del cielo terrone, 2011).
- È sempre sera - Pino Daniele
- 23 novembre 1980 - Gerardo Margotta

### Poesia
- Mario Trufelli, Lamento per Rosetta (scritta a Balvano il 24 novembre 1980).
- Domenico Cipriano, Novembre (con prefazione di Antonio La Penna, Transeuropa, Massa, 2010).[63]
- Franco Arminio, Viaggio nel cratere, Sironi editore

### Radio
- La malanotte - audiodocumentario di Marcello Anselmo.[64]

### Teatro
- Scannasurice - Scritto da Enzo Moscato, 1982.
- Il fulmine nella terra - Scritto e diretto da Mirko Di Martino, interpretato da Orazio Cerino.[65]
- 90 secondi, dopo - Scritto ed interpretato da Lucilla Falcone, Associazione Culturale La buona creanza.[66]
- Terremoto con madre e figlia - di Fabrizia Ramondino, Il Melangolo, Genova, 1994.
- Rossa luna di novembre - di Claudia Iandolo, Liberamente, Avellino, 1997.
- Il Coraggio della Prima Nota - scritto da Rocco Tedeschi, 2021